# Theobald Keyser
Theobald Keyser (* 12. Juli 1901 in Bochum; † 11. Dezember 1984 in Essen) war ein deutscher Bergbauingenieur und -manager.

## Leben
Theobald Keyser erlangte das Abitur am Staatlichen Gymnasium in Bochum. Anschließend war er Bergbaubeflissener auf den Zechen Constantin und Präsident. Anschließend studierte er an der Albert-Ludwigs-Universität Freiburg, der Technischen Hochschule Berlin und der Bergakademie Clausthal. In Freiburg wurde er im Corps Hasso-Borussia aktiv, wo er 1921 recipiert wurde.
Nach dem Abschluss des Studiums als Dipl.-Bergingenieur schlug Keyser die Bergbeamtenlaufbahn ein. Das Bergreferendariat absolvierte er im Oberbergamtsbezirk Dortmund. Nach bestandenem Bergassessorexamen war er von 1928 bis 1936 im Dezernat Kohle und Kali des Reichswirtschaftsministeriums tätig, zuletzt als Oberbergrat und Referatsleiter. Seit 1933 war er zudem im Preußischen Ministerium für Handel und Gewerbe. 1936 ging er als Abteilungsleiter an das Oberbergamt Dortmund. Von 1937 bis 1948 war er Leiter der Westfälischen Berggewerkschaftskasse, wobei er ab 1939 durch Einberufung zum Wehrdienst bis zu seiner Rückkehr aus Kriegsgefangenschaft 1948 diese Funktion nur formal innehatte. Während des Krieges war er in den Wirtschaftsabteilungen der besetzten Gebiete in Belgien, Rumänien und zuletzt in Jugoslawien als Militärverwaltungschef und Leiter der Wirtschaftsabteilung tätig.
Im Jahr seiner Rückkehr aus der Kriegsgefangenschaft berief ihn Heinrich Kost in die Deutsche Kohlenbergbau-Leitung. Dort leiteten er und Hans Korsch das Generalsekretariat für die Durchführung des Gesetzes Nr. 27, das für die Verhandlungen mit den Alliierten über die Entflechtung der Montanindustrie  zuständig war. Nach Auflösung der Deutschen Kohlenbergbau-Leitung wurde er 1953 Hauptgeschäftsführer der Wirtschaftsvereinigung Bergbau und 1956 zudem des Unternehmensverbands Ruhrbergbau. 1966 trat er in den Ruhestand ein. Keyser war ein Förderer der Gründung des Bergbau-Archivs.

## Schriften
- Die Bildung von "Einheitsgesellschaften" nach dem Gesetz Nr. 27. In: Jahrbuch des deutschen Bergbaus, 1952, S. 1–13.
- Die Bilanz der Entflechtung, Dortmund 1954 (zusammen mit Hermann Schenck).
- Die Sozialpolitik im Bergbau in ihren wirtschaftlichen Zusammenhängen. In: Glückauf 92, 1956, S. 1561–1564.
- Der westdeutsche Steinkohlenbergbau in wirtschaftspolitischer Sicht. In: Glückauf 93, 1957, S. 1600–1604.
- Die Steinkohle in wirtschaftspolitischer Sicht, 1957
- Kohle und soziale Marktwirtschaft, 1960